# Ilse Peternell
Ilse Peternell (née le 2 décembre 1928 à Götzis, morte le 30 avril 2011 à Klagenfurt) est une actrice autrichienne.

## Biographie
Immédiatement après la fin de la Seconde Guerre mondiale, elle reçoit sa formation artistique à l'Académie de musique et des arts du spectacle de Vienne et suit aussi une formation en danse. Immédiatement après, à 18 ans, elle fait ses débuts au cinéma et sur scène.
Cependant, elle ne peut poursuivre sa carrière cinématographique qu'au début des années 1950. Elle joue surtout dans des comédies simples et des mélodrames aristocratiques de Franz Antel. Au début des années 1960, Ilse Peternell a à plusieurs reprises de petits rôles au cinéma de son mari, l'acteur et réalisateur Rolf Olsen. De plus, Ilse Peternell participe à des productions télévisées.

## Filmographie
- 1947 : Les Amours de Blanche Neige
- 1951 : Le Vieux Pécheur
- 1951 : Ève hérite du paradis
- 1951 : Hallo Dienstmann
- 1952 : Der Mann in der Wanne
- 1952 : Ideale Frau gesucht (de)
- 1953 : Heute nacht passiert's (de)
- 1953 : Une valse pour l'empereur
- 1953 : Geh mach dein Fensterl auf
- 1954 : Roses du Sud (de)
- 1954 : Manœuvres impériales
- 1954 : L'Été et les amours
- 1955 : Versuchung (de)
- 1955 : Le Congrès s'amuse
- 1956 : Pulverschnee nach Übersee (de)
- 1956 : Das Liebesleben des schönen Franz (de)
- 1956 : Le Bal de l'empereur
- 1956 : Mariés pour rire
- 1957 : Les Envoyées du paradis
- 1958 : Amour, chansons et soldats (de)
- 1960 : Les cloches sonnent pour tout le monde
- 1961 : … und du mein Schatz bleibst hier
- 1961 : Nos tantes en folie
- 1963 : Hochzeit am Neusiedler See
- 1964 : Nos folles tantes à Hawaï
- 1964 : Le Ranch de la vengeance
- 1966 : In Frankfurt sind die Nächte heiß
- 1966 : Das Spukschloß im Salzkammergut
- 1967 : La Chair et le Fouet
- 1969 : Les petites chattes sont toutes gourmandes
- 1970 : Hôtel du vice (de)
- 1970 : Idylle en plein vol (de)
- 1970 : Un prêtre pas comme les autres (de)
- 1971 : Un ours mal léché (de)
- 1971 : Deux Marins à la dérive (de)
- 1973 : Unsere Tante ist das Letzte (de)
- 1974 : Ay, ay, Sheriff (de) (TV)
- 1974 : Voyage en Forêt-Noire par chagrin d'amour (de)
- 1978 : Jeux érotiques
- 1979 : Ekstase - Der Prozeß gegen die Satansmädchen (de)
- 1993 : Almenrausch und Pulverschnee (de) (série télévisée, 4 épisodes)
- 1995 : Tierärztin Christine II: Die Versuchung (TV)
- 1996 : Der Bockerer II - L'Autriche est libre (de)
- 2003 : Alles Glück dieser Erde (TV)
- 2007 : Le Secret des roses (TV)
- 2010 : Le Chinois (TV)